# NSFW
NSFW, acrònim de Not Safe For Work ('No apte per al treball'), és un terme d'Internet emprat en àrees de discussió interactives (com ara fòrums, blogs i websites comunitàries) per a assenyalar URLs i hipervincles que poden ser sexualment explícits o contenir àudio malsonant, de manera que l'internauta pugui evitar continguts que poden ser desagradables.
NSFW també s'utilitza de vegades per a assenyalar qualsevol material que produeix un so, com ara un joc o un vídeo, per tal d'advertir l'internauta que el soroll pot revelar a les persones del voltant que l'usuari està visualitzant material d'entreteniment en comptes de treballar.